# Samlino
Samlino (deutsch Zemlin) ist ein Dorf in der Woiwodschaft Westpommern in Polen. Es gehört zur Gmina Golczewo (Gemeinde Gülzow) im Powiat Kamieński (Camminer Kreis).

## Geographische Lage
Das Dorf liegt in Hinterpommern, etwa 50 Kilometer nordöstlich von Stettin.

## Geschichte
Zemlin wurde als Rittergut gegründet und war zuletzt im Besitz der Sydows. Zuvor befand es sich im Besitz des Grafen von Blankensee.

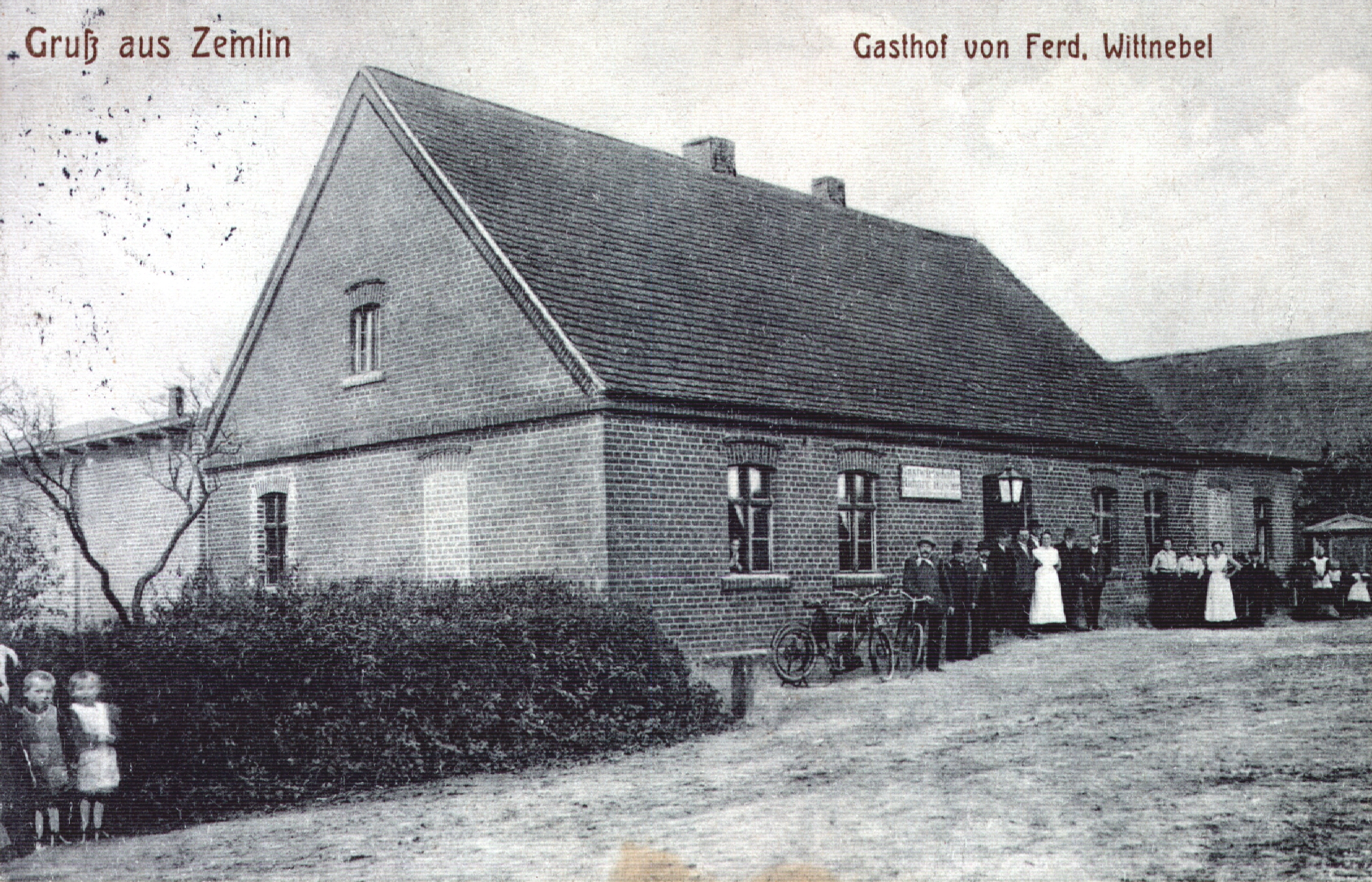
Alte Postkarte aus Zemlin

Bis 1945 bildete Zemlin eine Landgemeinde im Landkreis Cammin i. Pom. der preußischen Provinz Pommern. Zur Landgemeinde gehörten auch die Wohnplätze Vorwerk Augustenhöhe und Ziegelei. Die Gemeinde zählte im Jahre 1925 537 Einwohner in 127 Haushaltungen.

## Persönlichkeiten: Söhne und Töchter des Ortes
- Albert von Puttkamer (1797–1861), preußischer Landrat und Politiker
- Eugen von Puttkamer (1800–1874), preußischer Jurist und Politiker, Oberpräsident der Provinz Posen